# Cairo Marriott Hotel
Готель Каїр-Маріотт / Cairo Marriott Hotel — великий мереживий (Marriott International) готель у столиці Єгипту місті Каїрі.

## Загальна інформація
Cairo Marriott Hotel розташований на острові Гезірі на Нілі у самому центрі Каїра. 

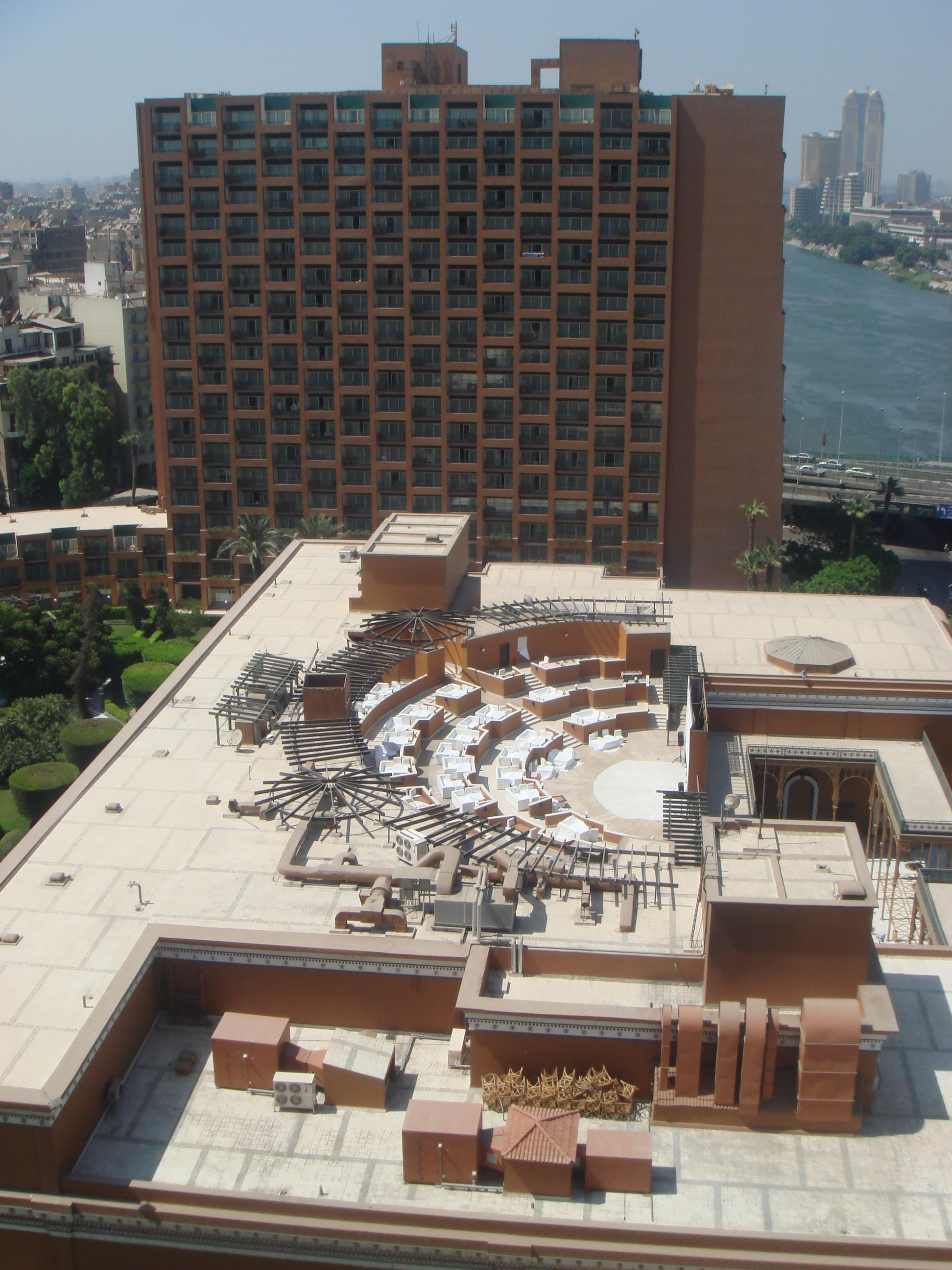
Вид на Башту «Замалек» та театр просто неба із Башти «Гезіра»

Готель має у своєму розпорядженні 1 089 номерів, що робить його одним із найбільших готелів Близького Сходу.
Рецепція і адміністрація готелю розміщені в приміщенні колишнього палацу Паші Ісмаїла, номери ж — у двох 20-поверхових вежах близнюках, що мають, відповідно «Замалек» і «Гезіра». У складі готелю також — театр просто неба, звернутий до Нілу.

## З історії готеля
Історія готелю включає історію Палацу (зараз тут міститься адміністрація та рецепція), збудованого на Гезірі 1869 року за наказом єгипетського хедива Паші Ісмаїла. Він начебто вознамірився звести «другий Версаль», і все для того, щоб вразити французьку імператрицю Євгенію та її чоловіка Наполеона III, запрошених на відкриття Суецького каналу, та, звісно, розмістити їх та інших численних поважних гостей цієї знаменної для всього світу події.
Вже на початку 1880-х років Ісмаїл-паша фактично не зміг розрахуватися з кредиторами, і багато з належного йому майна, в т.ч. і палац на острові Гезірі, було розпродано на аукціонах. Фактично відтоді ж (1880-ті) у палаці функціонув готель, який за наступні майже 100 років змінював декілька разів власників, а також назви.
У 1970-х роках контроль над готелем у колишньому палаці Ісмаїла-паші пребрала на себе всесвітньо відома готельна мережа Marriott International, яка не лише використала палац (залишивши оригінальні інтер'єри) для відкриття нового мереживого готелю в Каїрі, а значно розширила його, врахувавши потреби і перспективи міжнародного туризму (в т.ч. висококласного) у єгипетській столиці, — відтак, додатково були зведені по обидва боки від палацу 2 ідентичні 20-поверхові башти, відповідно «Замалек» і «Гезіра». На даху ж палацу було втілено оригінальний і сміливий проект — спорудження відкритого театру з видом на Ніл.

## Виноски
1. ↑  Легендарні єгипетські готелі  // Хааг Майкл Египет. Путеводитель. (Путеводители Томаса Кука)., М.: «Издательство ФАИР» / Thomas Cook Publishing, 2007, стор. 172 (рос.)
2. ↑  Cairo Marriott Hotel [Архівовано 12 січня 2010 у Wayback Machine.] на Каїрські пам'ятки і старожитності на www.touregypt.net [Архівовано 23 березня 2009 у Wayback Machine.] (англ.)